# Allium tekesicola
Allium tekesicola är en amaryllisväxtart som beskrevs av Eduard August von Regel. Allium tekesicola ingår i släktet lökar, och familjen amaryllisväxter. Inga underarter finns listade i Catalogue of Life.